# Majda Cibic
Majda Cibic Cergol, slovenska profesorica slovenščine, literarna organizatorka * 2. maj 1952, Prosek, Svobodno tržaško ozemlje (sedaj Italija).

## Življenjepis
Majda Cibic Cergol je maturirala na Klasičnem liceju France Prešeren v Trstu leta 1971, leta 1977 pa je diplomirala na tržaški Filozofski fakulteti. Trenutno deluje kot profesorica slovenščine na Znanstvenem liceju France Prešeren v Trstu.
Aktivna je na literarnem področju s publikacijami, članki in recenzijami. Je soustanoviteljica Sklada Nade Pertot, ki ob prazniku slovenske kulture vsako leto prireja literarni natečaj za dijake tržaških višjih srednjih šol.
Deluje tudi na verskem področju. V mladih letih je bila vključena v delovanje Slovenske zamejske skavtske organizacije. Danes je članica pastoralnega sveta tržaške škofije.

## Družina
Majda Cibic Cergol je hči pokojnega Milka Cibica ter je mati Jadranke Cergol in Iztoka Cergola.